# Portrait d'Innocent X
Pour le pape, voir Innocent X.
Le portrait d'Innocent X est un tableau peint à l'huile sur toile par Diego Vélasquez durant l'été 1650. Il représente le pape Innocent X et est exposé à la Galerie Doria-Pamphilj de Rome.

## L'histoire
L'oeuvre fut réalisée durant le second voyage en Italie de Velázquez entre le début de 1649 et le milieu de l'année 1651. Vélasquez avait emmené Juan de Pareja, son assistant et esclave, dans son voyage. Palomino explique qu'alors qu'il était à Rome et « une fois qu’il fut déterminé à peindre le souverain pontife, il voulut s’entraîner en peignant une tête naturelle ; il fit celle de Juan de Pareja, son esclave et peintre spirituel ». Ce portrait de Juan de Pareja, qui n'était qu'un travail préparatoire, fut exposé à Rome et admiré le 19 mars 1650 à l'occasion de la fête de Saint Joseph au Panthéon.
Toute la documentation indique que le Pape posa patiemment pour Velázquez en août 1650. Ils s'étaient rencontrés en 1625 lors d'un voyage à Madrid alors que le futur Innocent X y était nonce apostolique. 
L'œuvre est signée sur un papier que tient la main du souverain pontife, où on lit « Alla santa di Nro Sigre / Innocencio Xº / Per / Diego de Silva / Velázquez dela Ca / mera di S. Mte Cattca» (À la Sainteté de Notre Seigneur Innocent Xème, par Diego de Silva Velázquez ...).
En même temps que cette toile, Velázquez réalisa des portraits de formats réduits de personnages proches d'Innocent X, dont son barbier, mais aucun d'eux n'est daté si bien qu'ils pourraient être postérieurs à celui du Pape. Deux de ces portraits sont conservés, l'un par l'Hispanic Society de New-York, l'autre au palais de Kingston Lacy (Portrait de Camillo Massimi). Le barbier d'Innocent X fut acheté par le musée du Prado récemment. On raconte que lorsque le Pape s'approcha pour voir la toile achevée, il s'exclama un peu déconcerté : «È Troppo vero ! È troppo vero !» (C'est trop vrai ! C'est trop vrai !), bien qu'il n'eût pu nier sa qualité. Le pape en remercia Velázquez, lui fit un don d'argent et le gratifia d'une médaille et d'une chaîne en or que le peintre garda toute sa vie et qui figuraient dans ses biens à sa mort.
L'œuvre est restée en possession de la famille civile du Pape : la famille Pamphili (puis Doria-Pamphili après le mariage, au siècle suivant, d'un des héritiers Pamphili avec une princesse Doria), et est toujours exposée à la Galerie Doria-Pamphilj de Rome, dont elle est l'un des principaux et plus précieux attraits. Le peintre Joshua Reynolds en fit l'éloge comme « le meilleur portrait de tout Rome », et un critique commenta « à côté il y a une Vierge de Guido Reni, qui en comparaison semble être un parchemin ». L'historien Hippolyte Taine considéra ce portrait comme « l'œuvre maîtresse de tous les portraits [...] une fois vu, il est impossible de l'oublier ».

## La technique
Un des dons de Velázquez était sa capacité à pénétrer psychologiquement ses modèles pour faire ressortir les aspects profonds de leur personnalité. Bien que ses portraits soient réputés « mélancoliques et sévères » pour notre goût contemporain, ils sont beaucoup plus véridiques que ceux de Rubens et Van Dyck, qui de leur vivant jouissaient d'un plus grand succès commercial en embellissant leurs modèles.
L'expression du Pape est assez tendue, les sourcils froncés, ce qui est, par exemple, complètement à l'opposé d'un Raphaël ou d'un Carlo Maratta, qui oscillaient entre des expressions plus ou moins introspectives et affables, mais qui n'atteignaient pas la quasi-agressivité d'Innocent X.
Le portrait est méritoire par sa gamme de couleurs risquée, « rouge sur rouge ». Sur les draperies rouges en fond et sur le fauteuil, ressort un sillon rouge, sur lesquels s'ajoutent les vêtements rouges et blancs du Pape : mozette de satin écarlate sur rochet blanc, tête coiffée d'un camauro de soie rouge. Cette superposition de tons rouges n'écrase pas la vigueur du visage. Velázquez n'idéalise pas le Pape en lui donnant un ton nacré, mais il le représente rougi avec une barbe emmêlée, plus en accord avec la réalité. Le contraste violent des pourpres et des blancs n'est tempéré que par la dorure du trône papal, qui forme comme un cadre dans le cadre.
La toile s'inscrit dans l'évolution picturale de Velázquez. On peut voir que sa main est beaucoup plus libre qu'au début de sa carrière, mais que même ainsi, il atteint la même qualité, tant sur les vêtements que sur les objets. Il se rapproche toujours plus des impressionnistes, mais une comparaison avec ce mouvement serait anachronique et erronée. Il réinvestit la tradition coloriste du Titien et de l'école vénitienne.

### Répliques et copies

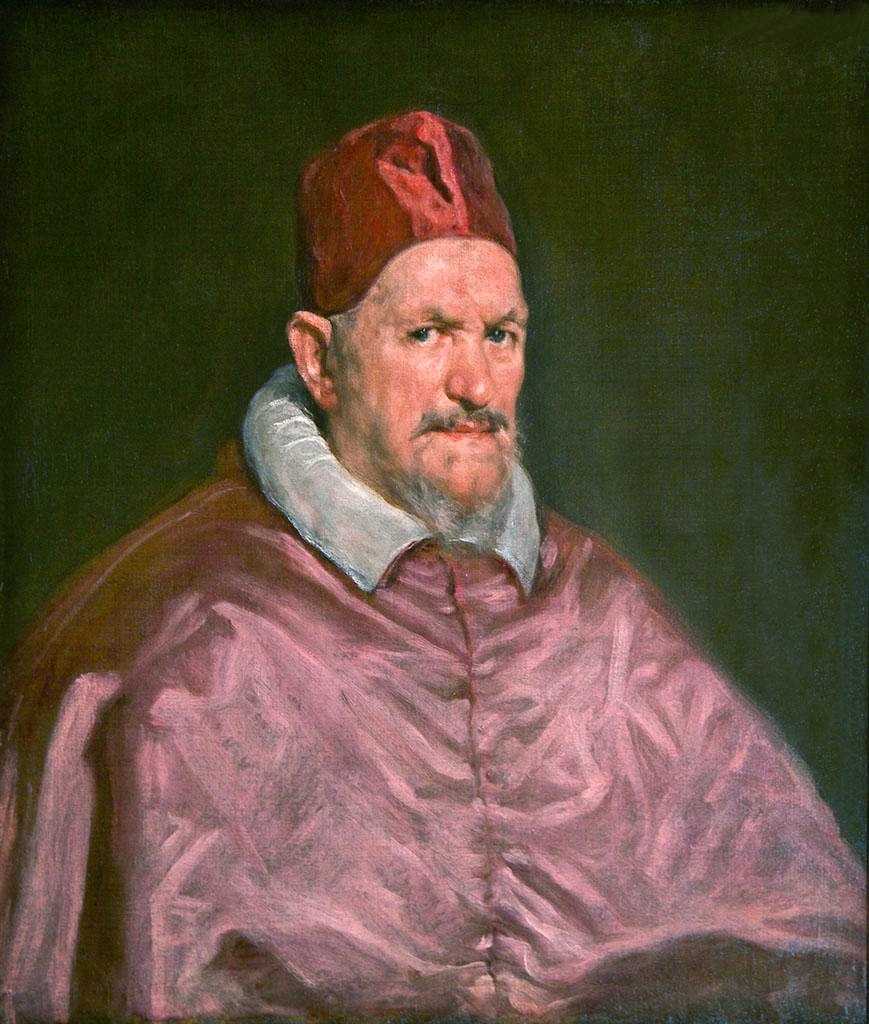
Réplique autographe du portrait conservé au musée Wellington de Londres.

Le portrait original conservé à Rome a donné lieu à diverses copies et versions, dispersées dans différents pays et dont l'attribution est discutée. Toutes sont de dimensions inférieures, le personnage étant réduit à son buste, éliminant ses mains et le fauteuil du tableau original. Les biographes de Vélasquez mentionnent que l'artiste rentra de Rome à Madrid emportant avec lui une réplique de ce portrait ; réplique qui, d'après nombre d'experts, serait le portrait conservée au musée Wellington à Londres. L'œuvre considérée comme autographe avait été présentée lors de l'exposition Vélasquez et la famille de Philippe IV par le Prado en 2013-2014.
Un autre exemplaire, également de format réduit, est conservé à la galerie nationale d'art de Washington. C'est l'une des peintures vendues par le musée de l'Ermitage dans les années 1930 pour obtenir des fonds. Il a plusieurs fois été dit qu'il s'agissait de la réplique autographe emportée d'Italie par le peintre, mais les dernières analyses donnent la primauté à la version de Londres, les historiens de l'art considérant celle de Washington plutôt comme une copie.
Enfin, une dernière copie est conservée au Musée Isabella Stewart Gardner de Boston. Il s'agit le plus probablement d'une œuvre d'atelier.

## Postérité
Francisco de Goya en fait une copie vers 1780 ; Pierre Gassier rapproche d'ailleurs cette œuvre des gravures de Goya d'après Velázquez.
Hanté par cette œuvre, l'artiste contemporain Francis Bacon réalisa 45 interprétations de cette toile, dont la célèbre étude d'après le portrait du pape Innocent X par Velázquez.
On compte au moins une dizaine d'œuvres du peintre péruvien Herman Braun-Vega qui font référence au Portrait d'Innocent X. Ces appropriations sont en général une façon de jeter un regard critique sur les chefs spirituels et les Églises. Parmi les principales de ces œuvres on peut citer Hello Mister Bacon (1981) qui met en abyme l'étude d'après le portrait du pape Innocent X par Velázquez de Francis Bacon, I love the neutron bomb (1982), La laïque (1984), Le panneau droit du triptyque Dar al Cesar (1992), Laissez venir à moi les petits enfants (2003), El poder se nutre de dogmas (2006), L'argent des Andes (2010).

## Les interprétations

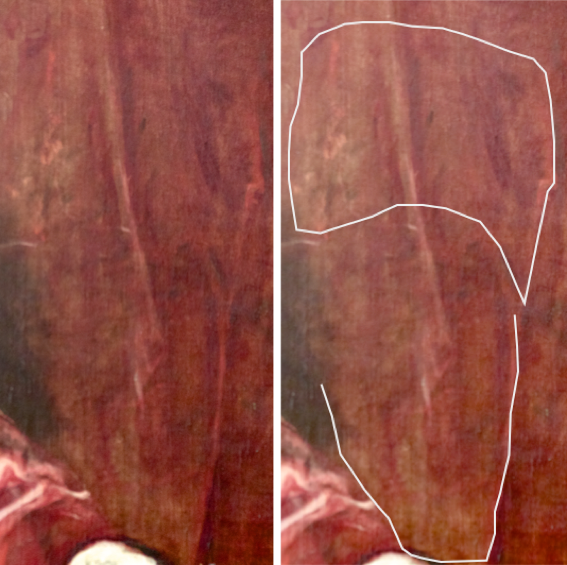
L'image subliminale dans le rideau du portrait d'Innocent

Selon le sémiologue Alessandro Zinna, le portrait d'Innocent X cacherait une image « subliminale » : la tête du pape en train de crier. Cette interprétation serait à l’origine de l’obsession qui conduisit Bacon à peindre les nombreuses variantes de religieux dont la plus célèbre est l'Étude d'après le portrait du pape Innocent X par Velázquez de 1953. D'après lui, cette image serait située à la droite du pape et produite par les déformations du rideau. Bacon se serait servi de la figure subliminale pour réinterpréter le portrait de Vélasquez. L'hypothèse s'appuie sur une analyse attentive de la technique d’exécution.